# Socionika
Socionika je pseudovědecká typologie osobnosti a teorie zpracování informace navazující na výzkumy Carla Gustava Junga. Autorem socioniky je litevská socioložka Aušra Augustinavičiūtė, která vzala Jungovy výzkumy a výzkumy své a v roce 1961 vytvořila systém socioniky, který je podobně jako MBTI založen na 16 typech vztahů; ve srovnání s ní je však méně rozšířena.
Socionika se používá jak při hledání silných stránek člověka, při hledání partnera, v mezilidských vztazích, tak ve vytváření pracovních skupin.

## Socionické typy
Socionika popisuje 16 typů ve společnosti, z nichž každý typ má jedinečnou funkci a své specifické předurčení. Mají své silné a slabé stránky a rozdílnost mezi nimi je velice výrazná. Jednotlivé typy získaly zapamatovatelná jména podle svých významných nositelů. Mezi sebou se liší tzv. informačním metabolismem, neboli způsobem, jakým vyhodnocují a zpracovávají informace z okolí.
V socionice se jedná o 16 typů:
- Don Quijote – „vynálezce“ – intuitivně-logický extrovert (logický, intuitivní, extrovertní, iracionální)
- Dumas, „prostředník“ – senzoricko-etický introvert (etický, senzorický, introvertní, iracionální)
- Hugo, „nadšenec“ – eticko-senzorický extrovert (etický, senzorický, extrovertní, racionální)
- Robespierre, „analytik“ – logicko-intuitivní introvert (logický, intuitivní, introvertní, racionální)
- Hamlet, „učitel“ – eticko-intuitivní extrovert (etický, intuitivní, extrovertní, racionální)
- Maxim Gorkij, „inspektor“ – logicko-senzorický introvert (logický, senzorický, introvertní, racionální)
- Žukov, „Maršál“ – senzoricko-logický extrovert (logický, senzorický, extrovertní, iracionální)
- Jesenin, „lyrik“ – intuitivně-etický introvert (etický, intuitivní, introvertní, iracionální)
- Napoleon, „politik“ – senzoricko-etický extrovert (etický, senzorický, extrovertní, iracionální)
- Balzac, „kritik“ – intuitivně-logický introvert (logický, intuitivní, introvertní, iracionální)
- Dreiser, „ochránce“ – eticko-senzorický introvert (etický, senzorický, introvertní, racionální)
- London, „podnikatel“ – logicko-intuitivní extrovert (logický, intuitivní, extrovertní, racionální)
- Dostojevskij, „humanista“ – eticko-intuitivní introvert (etický, intuitivní, introvertní, racionální)
- Stierlitz, „ředitel“ – logicko-senzorický extrovert (logický, senzorický, extrovertní, racionální)
- Huxley, „psycholog“ – intuitivně-etický extrovert (etický, intuitivní, extrovertní, iracionální)
- Gabin, „mistr“ – senzoricko-logický introvert (logický, senzorický, introvertní, iracionální)